# Tagolango
Tagolango, también conocido por Togolao,
es un barrio rural  del municipio filipino de primera categoría de Bataraza perteneciente a la provincia  de Paragua en Mimaro,  Región IV-B.
En 2007 Tagolango contaba con  700 residentes.

## Geografía
El municipio de Bataraza se encuentra situado en el extremo sur de la parte continental de la isla de Paragua,  775 kilómetros al suroeste de Manila y aproximadamente a 236 km de Puerto Princesa y a unas 5 o 6 horas de camino por tierra.
Este barrio, continetal, ocupa el extremo sur del municipio en la costa oeste de la isla.
Linda al norte con el barrio de Canipán (Canipaan) situado en la costa occidental de la isla y que forma parte del municipio vecino de Punta Baja (Rizal);
al sur,  separado por punta Reposo,  con el barrio de Tabud;
al  este con el barrio de Malitub en la costa este;
y al oeste con la costa del mar de la China Meridional al norte de punta Reposo.

### Demografía
El barrio  de Tagolango contaba  en mayo de 2010 con una población de 940 habitantes.
Comprende los sitios de Tabud, de Sinagup y de Wangle.

## Historia
Formaba parte de la provincia española de  Calamianes, una de las 35 del archipiélago Filipino, en la parte llamada de Visayas. Pertenecía a la audiencia territorial  y Capitanía General de Filipinas, y en lo espiritual a la diócesis de Cebú.
En 1858 la provincia  fue dividida en dos provincias: Castilla,  Asturias y la isla de Balábac. Este barrio pasa a formar parte de la provincia de Asturias.